# Narcís Feliu i Costa
Narcís Feliu i Costa (Pineda de Mar, Maresme, 9 de gener de 1877 - Tarragona, 28 de juliol de 1936) fou un sacerdot català, canonge i professor a Tarragona, on morí assassinat al començament de la Guerra Civil. És venerat com a beat màrtir per l'Església Catòlica.

## Vida
Era fill dels esposos Pau i Maria, va néixer a Pineda en 1877. Criat al poble, va començar a treballar com a pilot de vaixell, però va sentir vocació religiosa i ingressà al seminari. En acabar, va ser ordenat sacerdot a Roma el dia 19 de juliol de 1903. Destinat a Tarragona, fou canonge de la catedral i confessor de les religioses del Col·legi de l'Ensenyança, on també ensenyà. S'hi distingí pel seu zel, la seva caritat, humilitat i prudència.
En esclatar la guerra civil, es refugià a casa d'un altre sacerdot, al Pla de la Catedral, on foren detinguts el 22 de juliol, juntament el jove Joan Brugulat. Foren conduïts a l'Ajuntament (llevat de l'altre sacerdot, que fou portat a l'hospital per estar malalt) i al Comitè Revolucionari, instal·lat al col·legi confiscat de les Germanes Carmelites de la Caritat. A l'interrogatori no volgué amagar que era sacerdot; a la nit, però, fou deixat en llibertat. El dia 28 de juliol fou detingut de nou, però aquest cop fou mort pel fet d'ésser sacerdot; el cadàver presentava ferides d'arma curta.
Fou enterrat a la fossa comuna del cementiri, i el dia 22 d'abril de 1941 les despulles foren inhumades a la capella-sepultura del Capítol de la Catedral de Tarragona.
Fou beatificat en la cerimònia de beatificació de 522 màrtirs del segle xx que es va fer a Tarragona el 13 d'octubre de 2013.